# Aufklärungsflugzeug

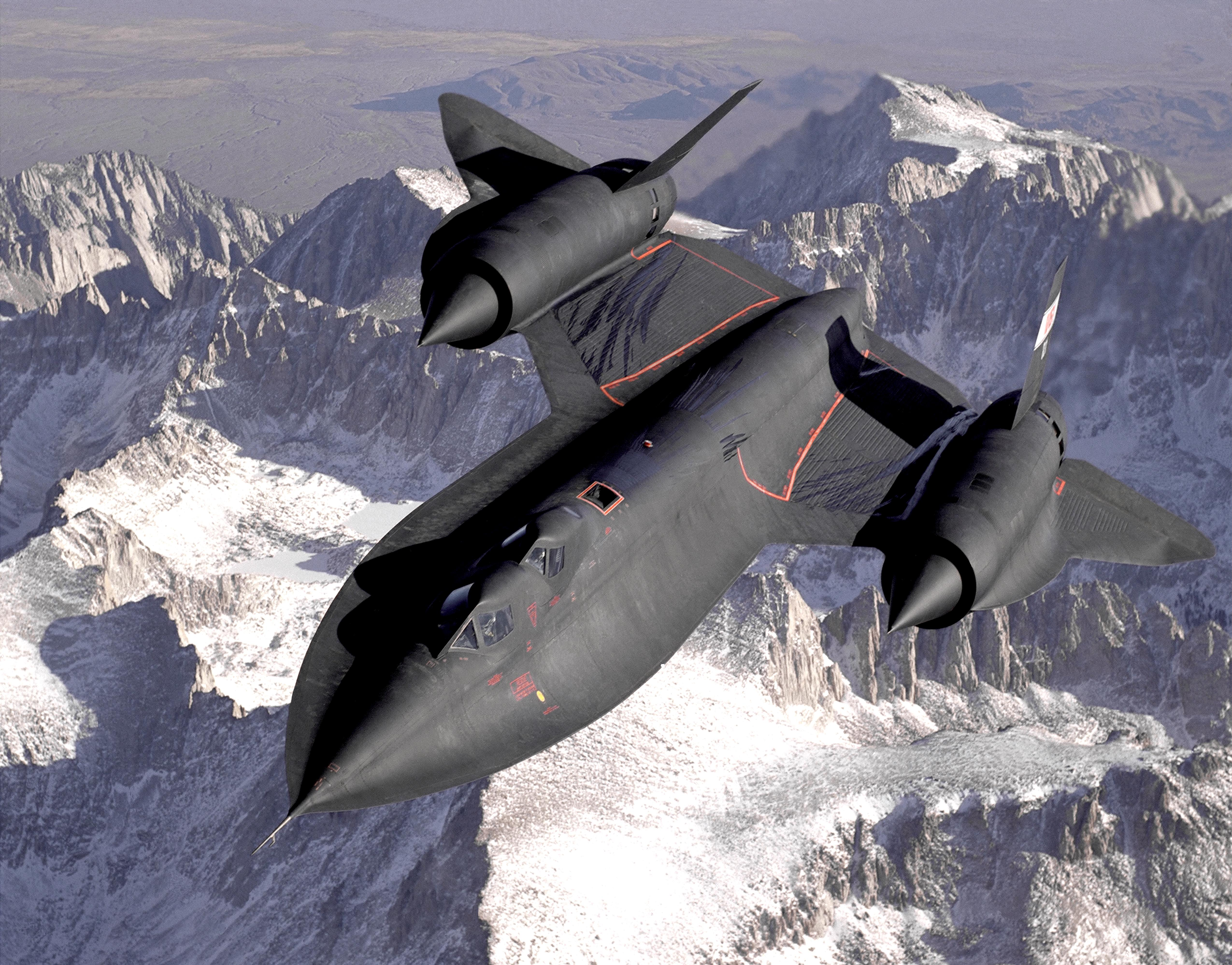
Lockheed SR-71B Blackbird der USAF

Aufklärungsflugzeuge sind bemannte Militärflugzeuge, die mit Sensoren ausgestattet sind und zur Aufklärung aus der Luft eingesetzt werden. Unbemannte Aufklärungsflugzeuge werden als Aufklärungsdrohnen bezeichnet.
Alternativen sind andere Luftfahrzeuge wie Aufklärungsluftschiffe (zum Beispiel der unbemannte Northrop Grumman LEMV) oder Aufklärungssatelliten. Diese dienen vornehmlich der strategischen Aufklärung.

## Arten der Luftaufklärung

### Taktische Aufklärung

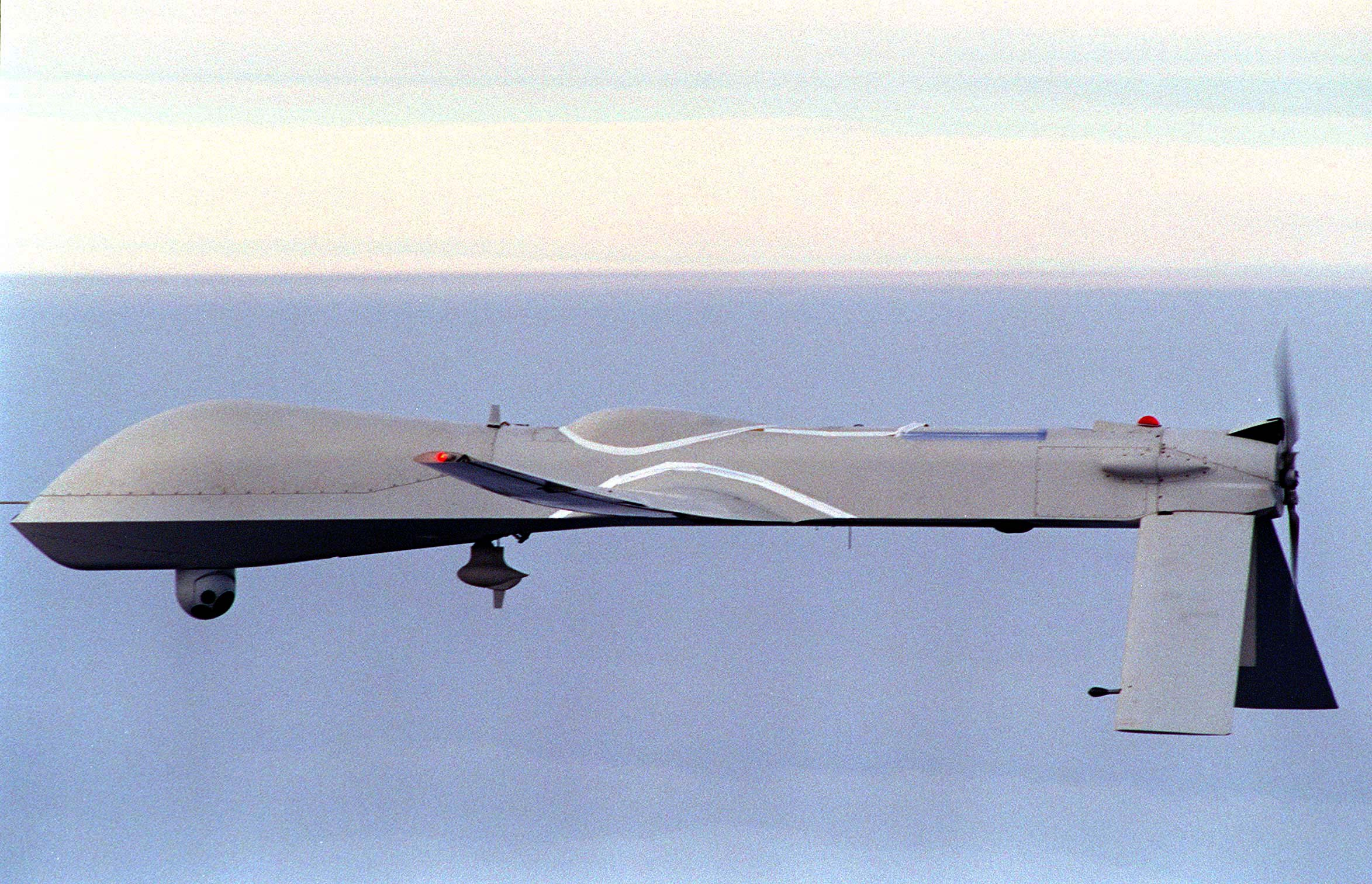
RQ-1 Predator der US Air Force

Die taktische Luftaufklärung erfolgt zur räumlich begrenzten, möglichst zeitnahen Lagefeststellung und -übermittlung an die Bedarfsträger. Dazu können bemannte Flugzeuge oder Drohnen eingesetzt werden. Letztere können, je nach Typ, auch von den Bodentruppen selbst eingesetzt werden und eine unmittelbare Informationsübermittlung ermöglichen. Durch die geringe Größe ist die Entdeckung durch feindliche Kräfte weniger wahrscheinlich. Größter Vorteil unbemannter Aufklärungsmittel ist die lange Stehzeit über dem Einsatzgebiet. Darüber hinaus erfolgt deren Einsatz ohne unmittelbare Gefährdung eigenen Personals.

### Strategische Aufklärung
Strategische Aufklärung bedeutet, grundlegende und übergreifende Informationen über den Gegner zu gewinnen, welche ein Gesamtbild über gegnerische Fähigkeiten und Kapazitäten ergeben. Strategische Aufklärung erfolgt bereits im Frieden. Hierfür werden entweder spezialisierte Flugzeugtypen (z. B. Lockheed U-2, Lockheed SR-71) oder umfangreich umgebaute Typen (z. B. Boeing RC-135) verwendet. Auch hier finden unbemannte Luftfahrzeuge Anwendung, welche für diese Unterfangen über ausreichende Reichweite und Einsatzdauer verfügen (z. B. Northrop Grumman RQ-4).

## Verfahren

### Bildaufklärung

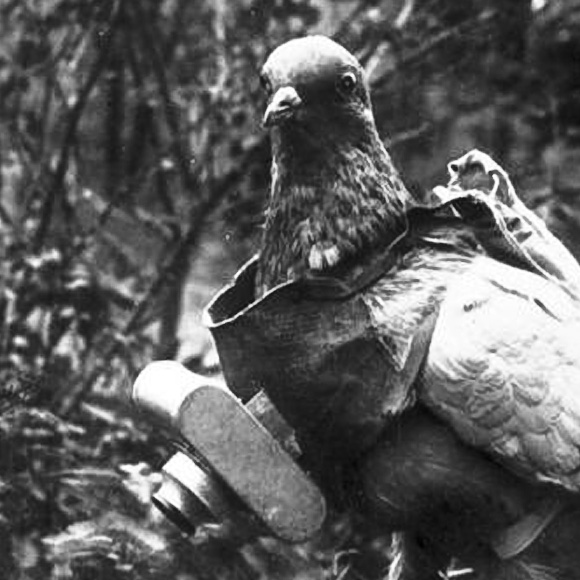
Brieftaubenfotografie, vermutlich zur Zeit des Ersten Weltkriegs

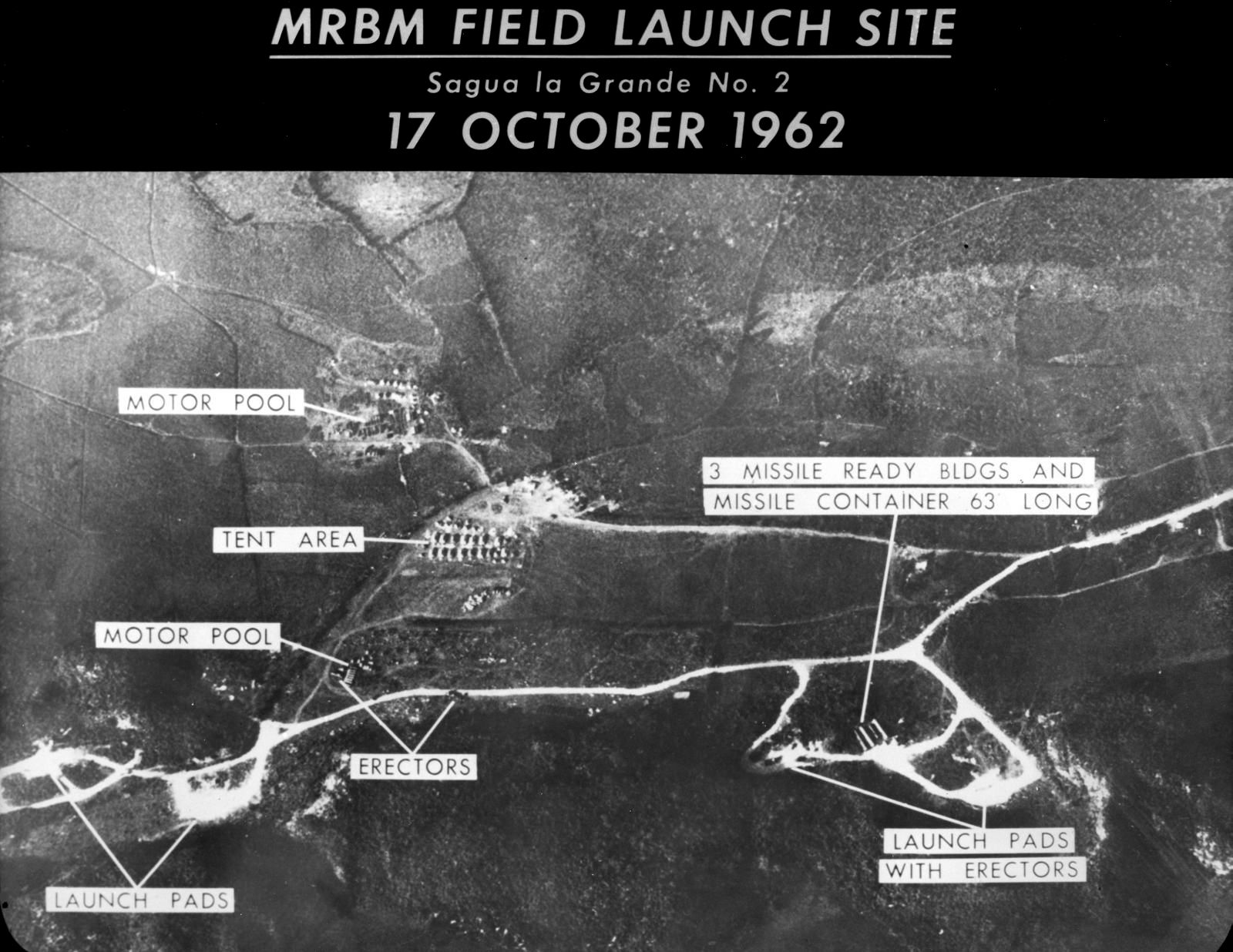
Luftbild vom 17. Oktober 1962 mit Raketenstellungen auf Kuba

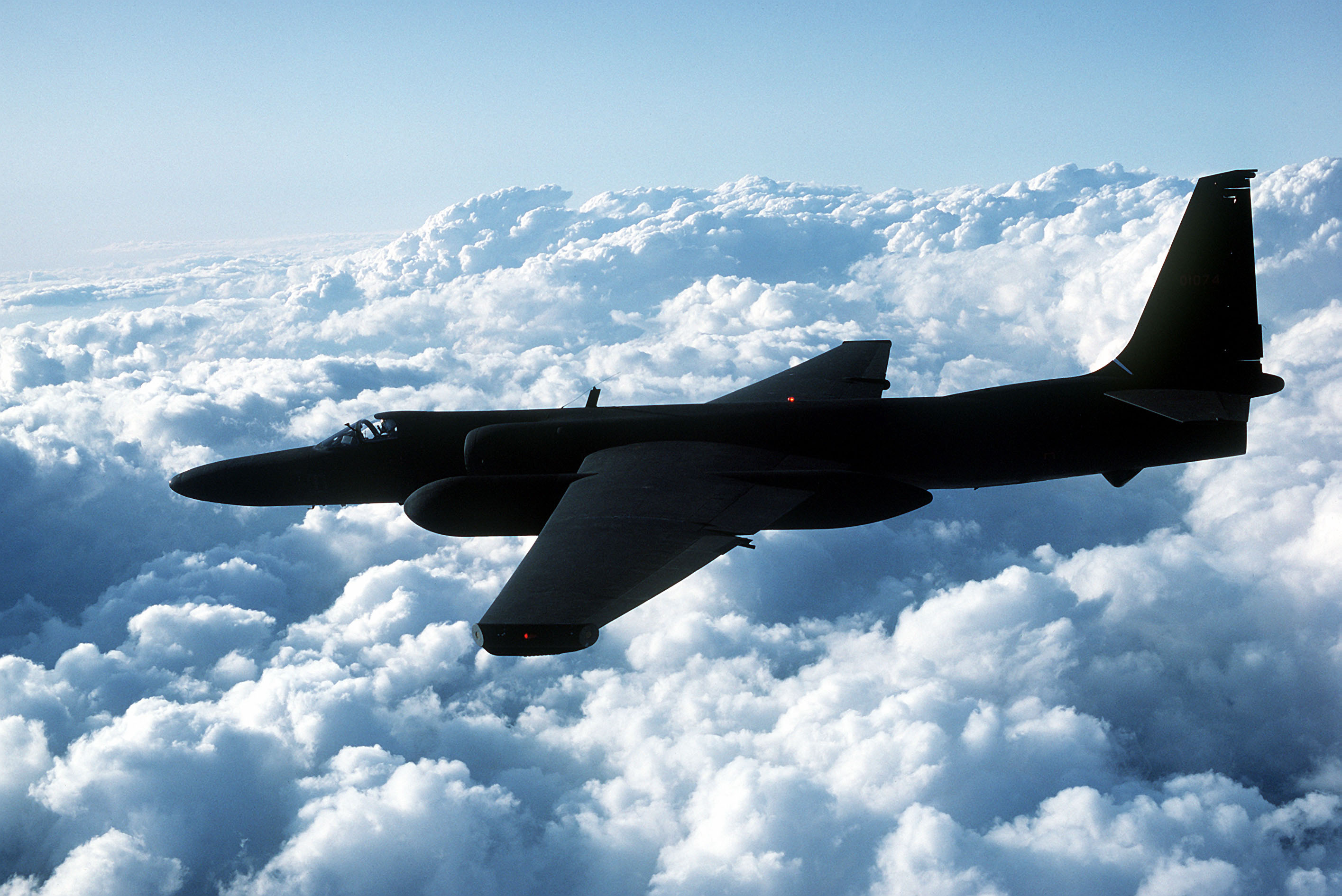
Lockheed U-2 der US Air Force

Die grundlegende und älteste eingeführte Form der Aufklärung besteht im Anfertigen von Bildern des Zielgebiets. In Zeiten des Ballons bedeutete das, mit Fernglas, Papier und Stift Skizzen von feindlichen Befestigungsanlagen anzufertigen. Später führten Bordbesatzungen Kameras in Flugzeugen mit. Bis in die 1990er-Jahre war die mit superfeinem Schwarzweißfilm bestückte Kamera das wichtigste Werkzeug der Aufklärung, ehe sie von der elektronischen Bilderfassung abgelöst wurde. Deren wesentlicher Vorteil liegt darin, dass sie in Echtzeit übermittelt werden kann.
Infrarotsensoren und Radarsysteme können ebenfalls hochaufgelöste Aufklärungsdaten bzw. -bilder liefern (siehe Infrarotfotografie, Radargrammetrie). Mit großen Brennweiten und hochwertigen Objektiven können Spionagesatelliten aus ihrem Orbit Aufnahmen mit einer Auflösung von weniger als 30 Zentimetern aus einer Entfernung von 250 Kilometern herstellen.
Aufklärungsflugzeuge sind u. a. die Lockheed U-2, die Lockheed SR-71 und die Mikojan-Gurewitsch MiG-25RB. Diese werden grundsätzlich in einer großen Flughöhe eingesetzt, die den Vorteil einer minimalen Verzeichnung (= optischen Verzerrung) an den Bildrändern hat.

### IMINT
Die abbildende Aufklärung (IMage INTelligence – IMINT) ist eine der grundlegendsten Säulen der Nachrichtengewinnung und Aufklärung. IMINT bezeichnet alle Aufklärungsverfahren und -techniken, die Bilder des Zielgebietes liefern. Dies können Standbilder, Filme oder Echtzeit-Übertragungen sein.

### SIGINT
SIGINT (SIGnal INTelligence = Fernmelde- und Elektronische Aufklärung) ist ein weiter und tendenziell wachsender Bereich der Aufklärung. Funksignale werden abgehört; andere elektromagnetische Signale werden aufgezeichnet und analysiert.

### ELINT

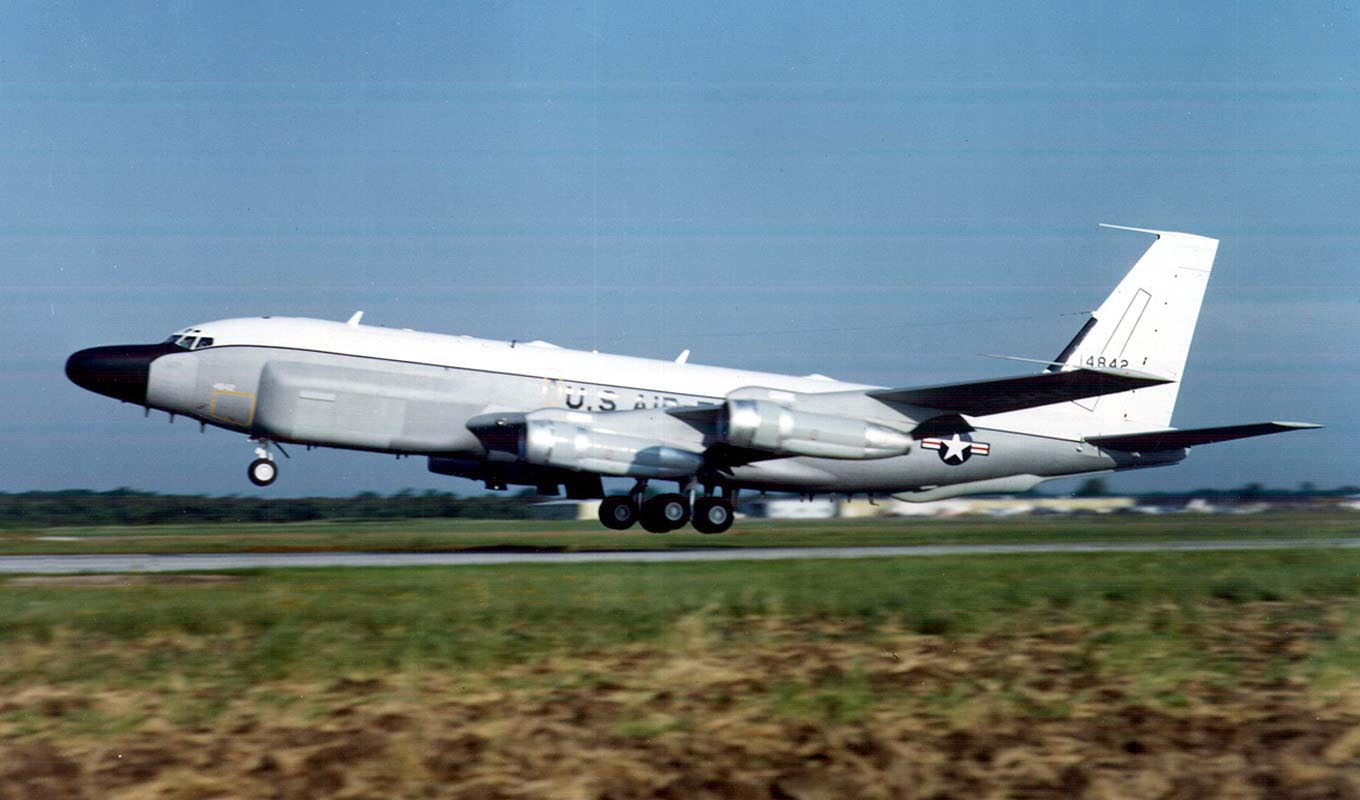
Boeing RC-135V Rivet Joint der USAF

ELINT (ELectronic INTelligence = elektronische Aufklärung) ist eine spezialisierte und sehr wichtige Form der SIGINT-Aufklärung. ELINT-Flugzeuge sind mit hochsensiblen Empfängern bestückt, die elektromagnetische Ausstrahlungen von Radarabwehr eines potentiellen Feindes auswerten können. Die so gewonnenen Informationen werden für das Erarbeiten wirksamer Gegenmaßnahmen verwendet. Diese Art der Aufklärung kann aus großen Entfernungen vorgenommen werden. Bei einer provokativen Maßnahme versucht man den Gegner in Alarmbereitschaft zu versetzen, um so an weitere Informationen zu gelangen, etwa Empfindlichkeit und Reichweite des Abwehrnetzes oder die Reaktionszeiten der Abfangjäger.

### COMINT
COMINT (COMmunication INTelligence = Fernmeldeaufklärung) ist das Abhören des fremden Funkverkehrs. Viele Länder besitzen spezielle COMINT-Flugzeuge, die Informationen auf allen Wellenlängen für spätere Analysen aufzeichnen. Da ein Großteil der gesammelten Informationen codiert ist, arbeiten COMINT-Teams eng mit Kryptoanalytikern zusammen.

### TELINT
TELINT (TELemetric INTelligence = Telemetrie-Aufklärung) ist eine spezielle Form des COMINT, der Anweisungen und Datenübermittlungen zwischen einem Flugkörper und der Bodenkontrolle im Verlauf von Tests aufzeichnet. Die Analyse dieser Daten kann präzise Informationen über die Leistungsfähigkeit des Flugkörpers erbringen.

## Technik

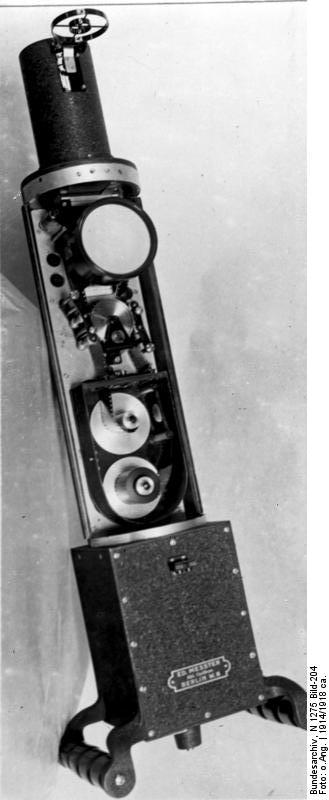
Deutsche „Maschinengewehrkamera“ aus dem Ersten Weltkrieg

Die technische Ausstattung reicht von Fotokameras über Daten- und Sprechfunkantennen, Mikrowellenempfängern bis zu Wärmebildkameras, Radar, Tonaufzeichnungsgeräten etc.

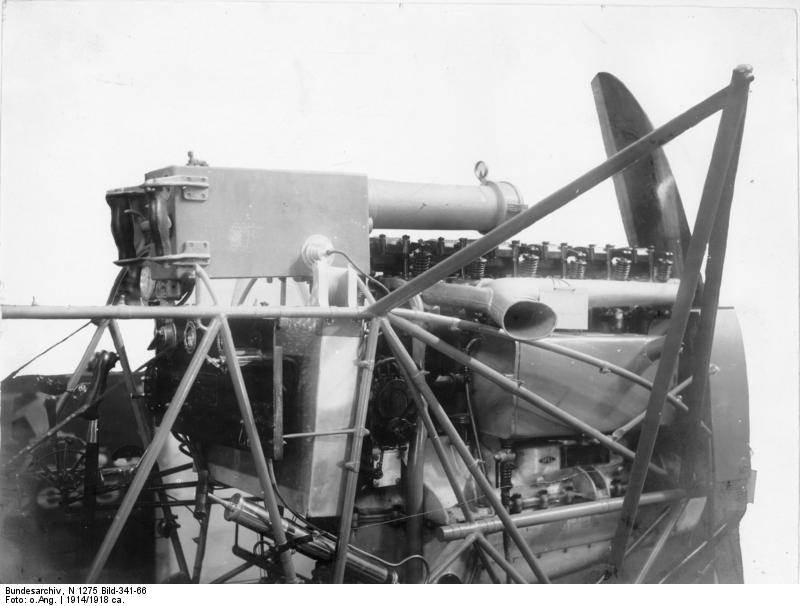
Deutsche „Maschinengewehrkamera“ aus dem Ersten Weltkrieg im Einsatz

## Aufgaben, Einsatz und Risiken

### Aufgaben
Die primäre Aufgabe von militärischen Aufklärungsflugzeugen ist die Informationsgewinnung über den Gegner. Wie oben beschrieben, werden je nach taktischer oder strategischer Zielsetzung unterschiedliche Bereiche abgedeckt.

### Einsatz
Je nach Aufgabe und dafür optimaler Technik werden verschiedene Flugzeugtypen eingesetzt. Diese richten sich nach den zu erwartenden Gegenmaßnahmen. Für punktuelle Aufklärungsmaßnahmen eignen sich kleine Flugzeuge wie die Beechcraft RC-12; bei großflächiger Überwachung ohne Gefahr durch Flugabwehrmaßnahmen werden hochfliegende große Flugzeuge wie die Boeing RC-135 eingesetzt. Neben spezialisierten Flugzeugtypen können an Kampfflugzeugen verschiedene Aufklärungsbehälter montiert werden, welche als Außenlast diesen die Aufklärungsrolle ermöglichen. Weiterhin gibt es Abwandlungen und Typvarianten von Flugzeugen, die auf die Aufklärungsrolle zugeschnitten wurden, z. B. McDonnell RF-4.

### Risiken
Besatzungen eines Aufklärungsflugzeuges sind auch in Friedenszeiten, bzw. waren, insbesondere während des Kalten Krieges, den Gefahren gegnerischer Flugabwehr ausgesetzt. So werden bis zu 150 Soldaten der US-Luftwaffe vermisst.
Einer der bekanntesten Fälle ist der Abschuss der U-2 über der Sowjetunion und die Gefangennahme von Gary Powers.
Am 15. April 1969 wurde eine EC-121 der US Navy von nordkoreanischen Kampfflugzeugen über dem Japanischen Meer abgeschossen. 31 Insassen starben.
Auch wurden immer wieder Zivilflugzeuge Opfer von Flugabwehrmaßnahmen, weil das vermeintliche Aufklärungsopfer die Maschine für einen Aufklärer hielt und Maßnahmen einleitete. So bei der Tragödie des Fluges KAL 007: Die sowjetische Luftverteidigung nahm an, es handle sich um eine ELINT-Mission über hochsensiblen Militärzonen.

## Geschichte

### Erster Weltkrieg
Die Anfänge der Aufklärungsflüge fallen mit den Anfängen der Luftfahrt zusammen. 1914 hatten Doppeldecker mit einem Propeller Serienreife erreicht und waren hinreichend sicher geworden, um sie im Ersten Weltkrieg einzusetzen. Ein deutscher Aufklärungspilot beschrieb die Luftaufklärung in den ersten Wochen des Ersten Weltkriegs wie folgt:

„Meine Fliegerabteilung besteht aus mehreren Flugzeugen und ist dem … Armeekorps zugeteilt. Für dieses Armeekorps besorgen wir auch die Aufklärung.
Man hatte im Anfang auf die Erfolge der fliegerischen Aufklärung wohl nicht sehr vertraut, ist aber bald eines Besseren belehrt worden. Der Flughafen liegt immer einige Kilometer hinter dem Gefechtsfelde, ungefähr beim Generalkommando.
Hier auf dem Flughafen bekommt man seinen Auftrag. Man schraubt sich dann hoch, so dass man über dem Feind ungefähr 1200 Meter ist. Niedriger zu fliegen, ist kaum ratsam, da das französische Infanteriegeschoß ziemlich hoch reicht.
Ich habe auch schon mehrere Löcher davon in den Tragflächen. Aus dieser Höhe kann man bei einigermaßen schönem Wetter ganz gut beobachten. Unsere Doppeldecker sind sehr schnell (ungefähr 110 Kilometer in der Stunde), und so kann man in kurzer Zeit eine ganz schöne Strecke absuchen. Der Beobachter zeichnet dann ein, was er gesehen hat, und man fliegt zurück. Vom Flugplatz aus wird die Meldung dann durch Auto zum Generalkommando gebracht.“

Zu Beginn des Ersten Weltkrieges setzten die Deutschen Beobachtungsballons ein. Dies verschaffte ihnen in den ersten Kämpfen einen taktischen Vorteil.
Bei der Eroberung von Lüttich (um den 7. August 1914) war ein Zeppelin beteiligt. 
Franzosen und Briten setzten bald erste Aufklärungsflugzeuge ein, die wertvolle Informationen über die feindlichen Stellungen sammelten. Die Briten hatten 1912 das Royal Flying Corps gebildet. Es hatte zu Beginn des Krieges 1914 84 Maschinen; die französische Luftwaffe hatte 132, die Luftstreitkräfte (Deutschland) 246.
- Die Kenntnis der deutschen Truppenbewegungen hinter der Front ersparte dem britischen Expeditionskorps am 22. August 1914 bei der Schlacht von Mons ein Debakel.
- Am 3. September 1914 beobachteten französische Flieger, dass die deutschen Truppen unter Alexander von Kluck ihre Marschrichtung änderten und nun auf Paris zuhielten. Das führte zu der Entscheidung für die Gegenoffensive an der Marne.
- Die Briten machten die ersten Aufklärungsfotos der Front am 15. September 1914 über den deutschen Linien. Bis dahin verließ man sich auf die Aussagen der Piloten.[4]

Mit dem Grabenkrieg ab 1915 wurde eine umfassende Flugaufklärung noch notwendiger. Mit Hilfe der Aufnahmen von den feindlichen Linien sollten exakte Karten der Gräben im Maßstab 1:10.000 erstellt werden. Diese Informationen wurden im Laufe des Jahres 1916 immer wichtiger, vor allem bei den Vorbereitungen der Schlacht an der Somme. Ab etwa 1916 waren beide Seiten in der Lage, bei klarem Wetter tagesaktuelle Karten der gesamten Front anzufertigen.
Die Fotografien ermöglichten auch eine genaue Darstellung des Reliefs. Vergrößerungen und die immer exaktere Fotoanalyse führten zu immer besseren Ergebnissen. 1918 schoss und entwickelte die französische Armee jeden Tag zehntausende Luftbilder.
In Frankreich bewahrt der SHD (service historique de la Défense) die Archive (zum Beispiel 'Archives de l’aéronautique militaire de la Première Guerre mondiale') auf.
1935 wurde ein Flugboot namens Saunders-Roe London fertiggestellt. Die erste Ausführung der London hatte zwei Triebwerke Bristol Pegasus III von je 875 PS und war als Fernaufklärungsflugboot konstruiert. Da sich die Serienreife folgender Eindeckerflugboote in Großbritannien mehrmals verzögerte, kam 1938 eine verstärkte Ausführung (A.27 London II) heraus. Sie blieb bis zum November 1942 im aktiven Dienst und wurde dann durch die dann verfügbaren Flugboote Short Sunderland und Consolidated Catalina ersetzt. Bis dahin war die London II in vier Staffeln des RAF Coastal Command eingesetzt.

### Deutsches Reich 1939–1945

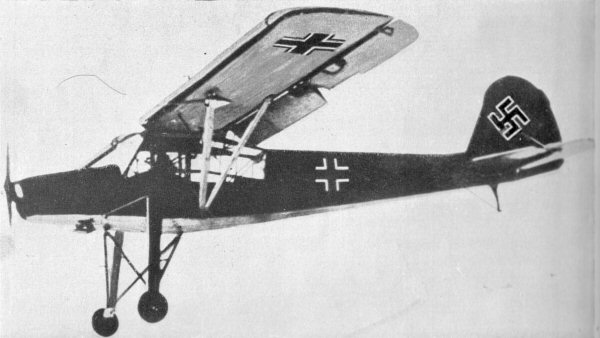
Fieseler Storch im Langsamflug, gut zu sehen die Landeklappen und der feste Vorflügel

Anfang Mai 1939 begannen Luftaufklärungen mit speziellen Höhenaufklärungsflugzeugen über Polen; Wilhelm Canaris und die Abwehr wirkten an den Planungen mit. Dabei kamen spezielle Kameras für Luftaufnahmen zum Einsatz.
Das Deutsche Reich hatte mehrere flugzeugbauende Unternehmen, darunter Heinkel, Dornier und Junkers. Diese drei bekamen im Jahre 1933 jeweils einen Entwicklungsauftrag für ein zweimotoriges mittleres Kampfflugzeug. Junkers konzipierte die spätere Ju 86 als zweimotorigen Tiefdecker mit einziehbarem Fahrwerk sowie doppeltem Seitenleitwerk und erhielt den Auftrag zum Bau von vier Prototypen. Ju 86 G wurden Anfang der 1940er Jahre zum Höhenaufklärer Ju 86 P umgerüstet.
Die Do 17 wurde in recht großer Stückzahl als Fernaufklärer gebaut; 1944 projektierte Dornier die Dornier Do 635.
Das Deutsche Reich nutzte vor dem Beginn des Westfeldzuges offenbar zivile Linienflüge, um das belgische Fort Eben-Emael zu beobachten. Fotos zeigten ein Fußballspiel auf dem Rasen auf dem Dach der Festung; offenbar war das Gelände nicht vermint. Am 11. Mai 1940, einen Tag nachdem ein deutsches Spezialkommando mit Lastenseglern dort gelandet war, kapitulierten die Verteidiger des Forts.

## Liste von Flugzeugen
- MiG-25R Foxbat
- Iljuschin Il-20
- BAe Nimrod R.Mk 1
- Boeing RC-135
- Boeing E-3 AWACS
- Boeing E-8 Joint STARS
- Diamond DA62
- Lockheed U-2/TR-1
- Lockheed A-12
- Lockheed D-21
- Lockheed SR-71
- Lockheed P-3 Orion (und EP-3 Orion)
- Lockheed ES-3 Shadow
- Grumman E-2 Hawkeye
- Northrop-Grumman RQ-4